# قطة على نار (فلم)
قطة على نار هو فيلم مصري عرض عام 1977، من بطولة نور الشريف وبوسي وفريد شوقي، الفيلم مأخوذ عن مسرحية «قطة فوق صفيح ساخن» تينيسي وليامز ومن إخراج سمير سيف.

## قصة الفيلم
يصاب المقاول محمود عبد المجيد بسرطان، ويخفي الأبناء عليه حقيقة مرضه، هذا الرجل له ولدان، الأكبر مختار ضعيف الشخصية، متزوج من امرأة جميلة تدعى يسرية، والاثنان يتعجلان موت الأب من أجل الميراث، بينما الأبن الأصغر أمين لا يطمع في أموال أبيه ويعيش في عزلة مع زوجته جيجي. فتاة لديها مطامع كثيرة في انتقال ملكية المصنع إلى أمين بعد وفاة الوالد مما يدفع بأمين إلى الابتعاد عنها، ويصبح غير قادر على معاشرتها لأنه يراها السبب المباشر في انتحار صديقه عزت، تنتشر في المنزل شائعة تفيد أن أمين كان على علاقة غير سوية بعزت، ولا يجد الأب سوى التصدى لهذه الشائعة ونفيها عن ابنه، يواجه الأب الأبن ويوبخه لسوء معاملته لزوجته، التي تتحدى كل شيء، وتحاول استعادة زوجها بأي ثمن، يكشف أمين لوالده عن مرضه. ومدى الزيف الذي يدور في فلكه ونفاق الجميع له وتتحول الأوضاع، ويعود أمين لزوجته.

## طاقم التمثيل
- نور الشريف: (أمين)
- بوسي: (جيجي)
- فريد شوقي: (محمود عبد المجيد)
- ليلى طاهر: (يسرية)
- مريم فخر الدين: (أمينة)
- إبراهيم خان: (مختار)
- شوقي متى: (عزت)
- شريف صلاح الدين: (طفل)
- منال فاروق: (طفلة)
- شريهان: (لوسي - طفلة)
- سعيد عبد الله: (طفل)
- صافيناز محروس عامر: (طفلة)
- هابي جميل: (طفل)
- حسن حسني: (كمال)
- ميمي جمال: (زينب)
- خديجة محمود: (فاطمة)
- نعيمة الصغير: (والدة جيجي)
- محمد أبو حشيش: (حسن - الخادم)
- صالح الإسكندراني: (صالح - الخادم)

## فريق العمل
- إخراج: سمير سيف
- قصة: عن قصة تينيسي وليامز
- سيناريو: رفيق الصبان
- حوار: هاني مطاوع
- مدير التصوير: مصطفى إمام
- مونتاج: سعيد الشيخ
- موسيقى تصويرية: عمر خورشيد
- إنتاج: إن بي فيلم
- توزيع داخلي: إن بي فيلم
- توزيع خارجي: وكالة الجاعوني